# Boris Paitsjadzestadion
Het Boris Paitsjadzestadion, volledig Boris Paitsjadze nationaal stadion (Georgisch: ბორის პაიჭაძის ეროვნული სტადიონი, Boris Paitsjadze erovnuli stadioni), ook bekend als het Dinamostadion is een voetbalstadion in de Georgische hoofdstad Tbilisi en is vernoemd naar voetballer Boris Paitsjadze. Het stadion is de thuisbasis van FC Dinamo Tbilisi en de nationale ploeg van Georgië.

## Beschrijving
Het stadion werd in 1976 geopend als het Dinamostadion en was onder leiding van de Georgische architect Gia Koerdiani gebouwd op dezelfde plek van het voormalige Centraalstadion uit 1935 dat hiervoor was afgebroken en met een capaciteit van 35.000 toeschouwers te kein was geworden door het succes van Dinamo Tbilisi. Het nieuwe stadion kon 76.354 bezoekers ontvangen, het op twee na grootste stadion in de Sovjet-Unie, en voldeed aan de behoeften van de Sovjetvoetbalfederatie en de UEFA.
De eerste officiële wedstrijd in het nieuwe stadion werd op 29 september 1976 gespeeld. Dinamo Tbilisi speelde tegen Cardiff City FC in de 1/32e ronde voor de UEFA-Cup en won de wedstrijd met 3-0. Het stadion beleefde grootse momenten in de glorietijd van Dinamo eind jaren zeventig en begin jaren tachtig. In 1981 kwamen 80.000 toeschouwers de winst van de Europacup II vieren in het stadion.
Het nationale stadion is nu een van de beste stadions in Oost-Europa. De meeste zitjes in de tweede ring zijn overdekt. De nationale ploeg van de Sovjet-Unie speelde er vele internationale wedstrijden. Ook teams als Spartak Moskou en Dinamo Kiev speelden er dikwijls hun internationale wedstrijden.
Ongeveer 100.000 toeschouwers woonden de openingsmatch van het eerste Georgische voetbalkampioenschap, tussen Dinamo Tbilisi en Kolcheti 1913 Poti, bij. De recordopkomst werd opgetekend in 1979, toen 110.000 toeschouwers zagen hoe Dinamo met 3-0  Liverpool versloeg in de kwartfinale van de Europacup II. Dit record werd geëvenaard op 29 maart 1995 bij een EK-kwalificatiewedstrijd tussen Georgië en Duitsland (0-2).
In 1991 werd het stadion vernoemd naar Boris Paitsjadze. Paitsjadze was een legendarische Georgische voetballer. In 2006 werd na een renovatie de capaciteit verlaagd tot 55.000. Het stadion heeft sindsdien enkel zitplaatsen.
Het stadion was in 2015 het toneel voor de UEFA Super Cup, de wedstrijd tussen de winnaar van de UEFA Champions League 2014/15 en de UEFA Europa League 2014/15. Aanvankelijk zou de wedstrijd in het Micheil Meschistadion worden gespeeld, maar dit veranderde later.